# Język nsenga
Język nsenga albo senga – język z rodziny bantu, używany w Zambii, Mozambiku i Zimbabwe. W 2006 roku liczba mówiących wynosiła ok. 750 tysięcy.